# Новополоцьк
Новопо́лоцьк (біл. тарашк. Навапо́лацак, Navapolacak; біл. Навапо́лацк, Navapolack) — місто обласного підпорядкування Вітебської області Білорусі, розташоване на лівому березі Західної Двіни в північно-західній частині Вітебської області, за 110 км від міста Вітебськ, за 12 км від Полоцька та за 250 км від Мінська. Населення — 107 458 осіб.

## Історія
Початком історії міста послужило ухвалення в березні 1958 року Урядом СРСР рішення про організацію Всесоюзного ударного комсомольського будівництва по зведенню на лівому березі річки Західна Двіна найбільшого в Європі промислового комплексу.
Уже 7 червня на місці майбутнього міста, переправившись на лівий берег на човнах, висадились першобудівельники. У наметах розмістились і редакція газети і відділ кадрів будтреста й управління початкових робіт. У листопаді було здано 8 перших гуртожитків. Вони розташовувалися поруч з селянськими зрубами. На місці сучасного Новополоцька тоді було близько 30 сіл. Їх мешканцям було надано квартири в місті або будинки в сільській місцевості.
З 1959 року почалось будівництво багатоповерхівок, а потім і найбільшого в СРСР нафтопереробного комплексу. Указом Верховної Ради БРСР 23 жовтня 1959 року будівельне селище отримало назву Полоцький, а з 14 грудня 1963 року було зведене в ранг міста обласного підпорядкування і стало називатися Новополоцьк.
9 лютого 1963 року в Новополоцькому нафтопереробному заводі був отриманий перший білоруський бензин, а 4 лютого 1968 року на «Полімері» перший білоруський поліетилен.

## Населення
Населення міста збільшувалось великими темпами: 1961 рік — 4 000; 1971 рік — 45 500; 1981 рік — понад 72 000, 2008 рік — понад 107 000. Серед мешканців міста люди 52 національностей. Середній вік новополочанина — 35 років. Станом на 2005 рік у місті проживало 107 458 осіб 52-х різних національностей, з них:
- працездатного населення — 71 894 людини;
- молодше за працездатне населення — 17 394 людини;
- старше за працездатне населення — 17 770 осіб;
- населення 16-30 років — 27 786 осіб;
- працюючих — 49 316 осіб;
- безробітні, що перебувають на обліку в центрі зайнятості населення — 857 осіб, рівень безробіття — 1,71 % до економічно активного населення;
- пенсіонери — 24 389 осіб;
- інваліди Другої світової війни — 88 осіб;
- учасники Другої світової війни — 255 осіб;
- трудівники тилу — 128 осіб.

## Економіка

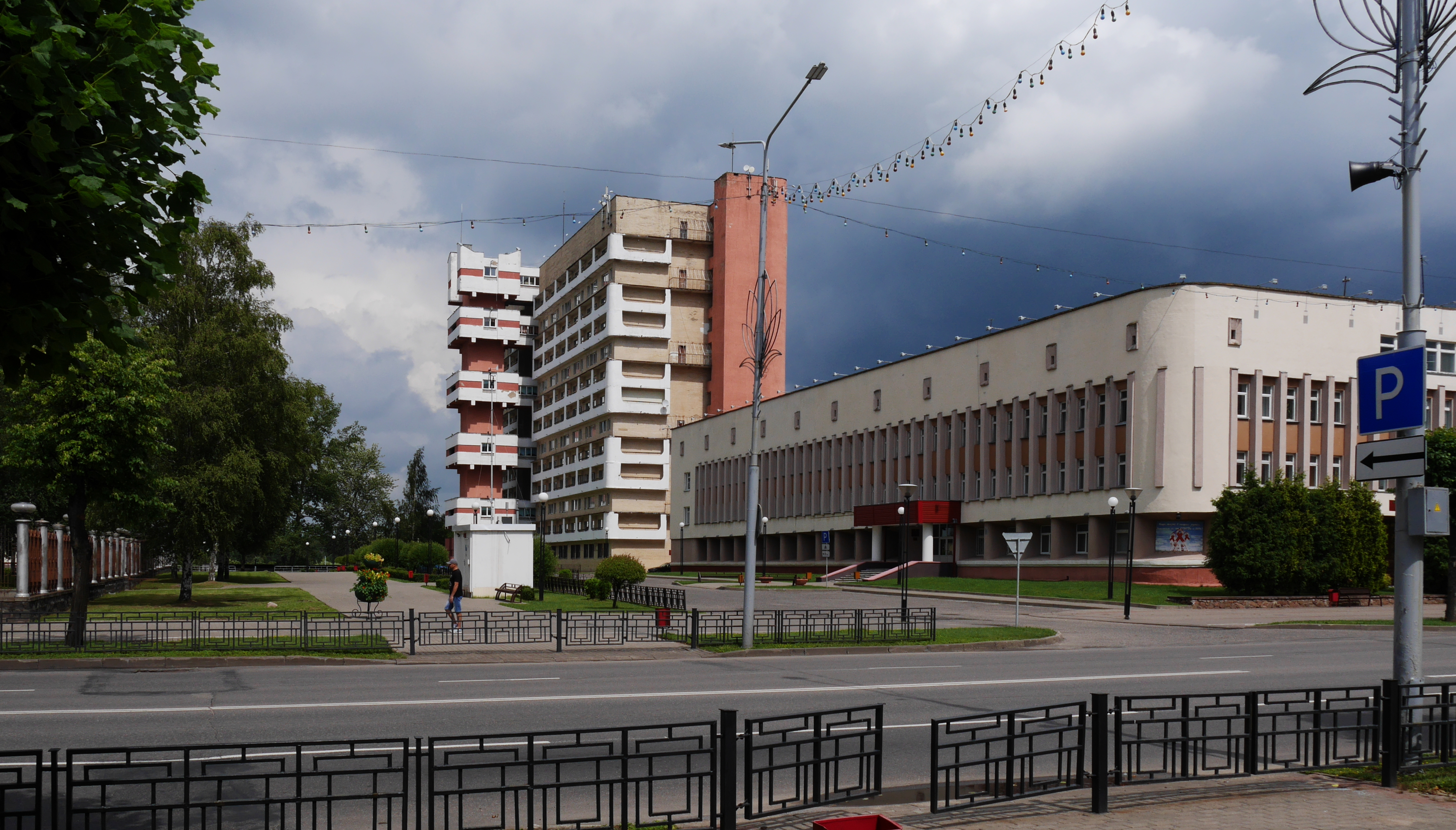
Новополоцьк, вулиця Молодіжна, будинок 47.

Сучасний Новополоцьк — великий індустріальний центр Білорусі. В обсягах промислового виробництва області його доля перевищує 60 %.
Головне підприємство ВАТ «Нафтан» є другим після Мозирського НПЗ найбільшим податкоплатільщиком Білорусі. Він займає близько 900 га площі й виробляє понад 70 найменувань продукції, яка експортується в десятки зарубіжних країн. На заводі працює близько 6,5 тисяч робітників.
ВАТ «Полімір» — друге по значенню підприємство міста. У його структурі 5 виробництв з 30-ма основними і допоміжними цехами. Комбінат випускає поліетилен високого тиску, штучні волокна, продукти органічного синтезу і малотонажної хімії, вуглеводневі фракції, текстильний-допоміжні речовини, споживчі товари. Весь спектр продукції, що випускається, має попит на внутрішньому і зарубіжних ринках, зміцнює експортний потенціал міста.
Всього в місті 12 промислових підприємств і близько 3 тисяч суб'єктів господарювання різних форм власності.

## Соціальна сфера

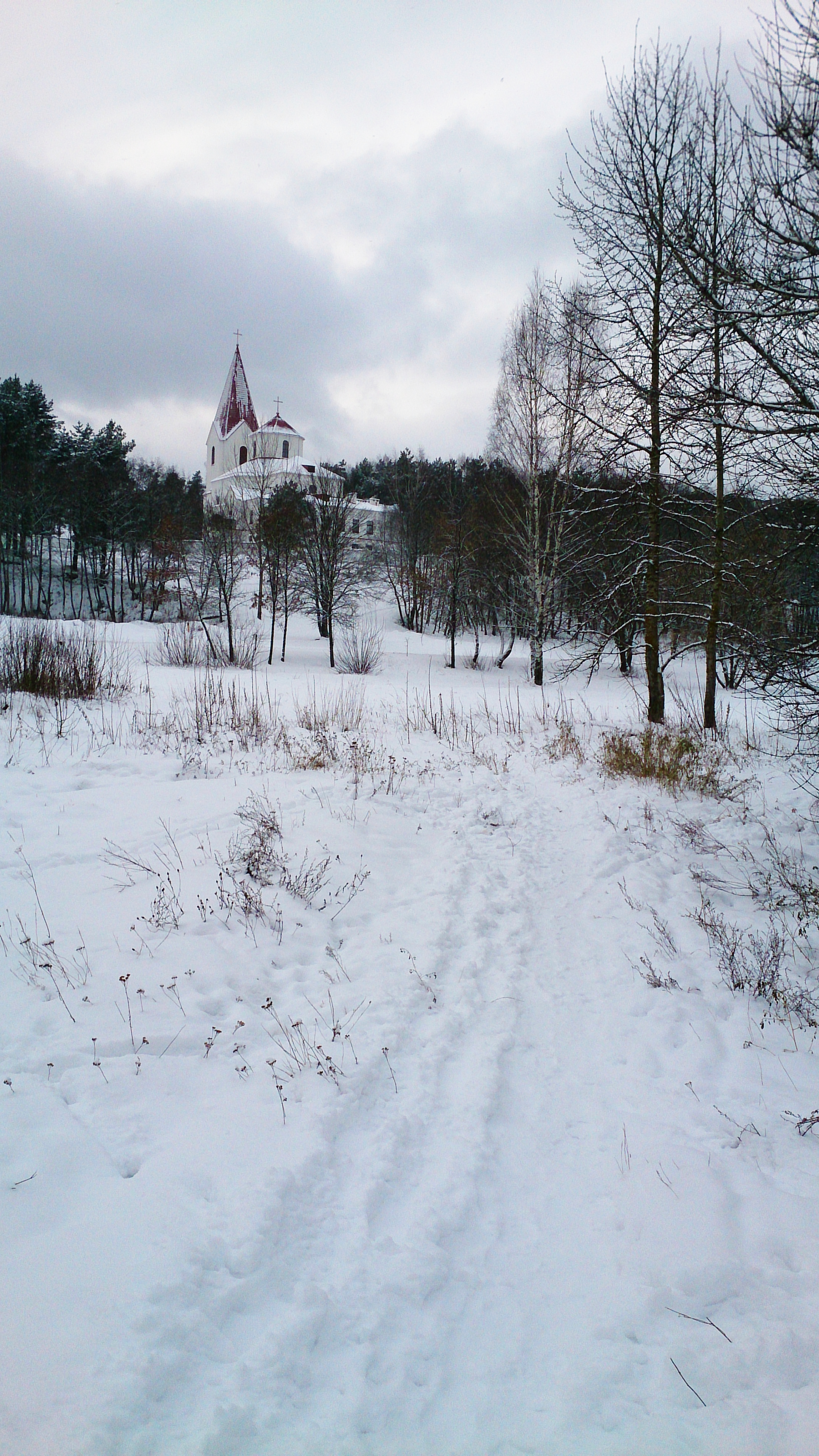
Зима в Новополоцьку. Костел Святого Серця Ісуса Христа.

### Освіта

Головний вхід університету

У місті працює створений на базі Новополоцького політехнічного інституту Полоцький державний університет, що входить до першої п'ятірки за кількістю наукових розробок, що виконуються на замовлення промисловості. Крім того, в місті діють:
- 17 загальноосвітніх середніх шкіл, зокрема: 1 ліцей, 1 гімназія, 1 початкова школа, 2 базових школи;
- 2 вечірніх школи;
- 34 дошкільних установи;
- дитячий будинок змішаного типу
- Центр позашкільної роботи;
- 8 кімнат школяра;
- дитячий-юнацький клуб по фізичній підготовці;
- Центр допризовної підготовки;
- Центр коректувально-розвиваючого навчання і реабілітації;
- дитячий соціальний притулок;
- соціально-педагогічний центр;
- політехнічний технікум;
- музичне училище;
- 2 професійно-технічних училища.

### Охорона здоров'я
З медичних закладів у місті діють:
- 12 лікувально-профілактичних установ;
- міська лікарня на 725 ліжок;
- шкірно-венерологічний диспансер на 50 ліжок з поліклінічним відділенням;
- 4 поліклініки для дорослого населення;
- дитяча поліклініка;
- підліткова поліклініка;
- стоматологічна поліклініка;
- психоневрологічний диспансер;
- протитуберкульозний диспансер;
- лікарська амбулаторія в міському селищі Боровуха;
- станція переливання крові;
- станція швидкої медичної допомоги;
- міський центр гігієни і епідеміології.

### Спорт
У місті були виховані чемпіони світу і Європи по водним лижам, важкій атлетиці, карате і бодибілдінгу. П'ять команд по ігровим видах спорту беруть участь у національних чемпіонатах Білорусі. 127 спортсменів міста входять до складу національних збірних країни. У місті працюють:
- 240 спортивних споруд, зокрема Палац спорту, льодовий палац;
- 4 басейни;
- училище олімпійського резерву;
- 4 спеціалізованих дитячий-юнацьких школи олімпійського резерву;
- 4 дитячий-юнацьких спортивних школи.

### Культура
В місті знаходяться:
- 3 Палаци культури;
- Палац культури і дозвілля;
- 2 музичних школи;
- дитяча художня школа;
- центральна бібліотека і 6 філіалів;
- Публічний центр правової інформації;
- музей історії і культури;
- 5 клубних установ, зокрема центр ремесел і національної культури;
- 3 дитячих школи мистецтв;
- 198 молодіжних творчих об'єднань;
- 15 пам'ятників, пам'ятних знаків.

#### Об'єкти історичної і культурної спадщини
| Назва                                                                                     | Адреса                                                 | Зображення |
| ----------------------------------------------------------------------------------------- | ------------------------------------------------------ | ---------- |
| Музей історії і культури Новополоцька                                                     | вул. Молодіжна, 45а                                    |            |
| Меморіальний комплекс «Перший намет»                                                      | вул. Молодіжна, 5                                      |            |
| Пам'ятник Лілії Костецькій                                                                | вул. Блохіна, 43 (СШ № 3)                              |            |
| Меморіальний знак на місці загибелі екіпажа радянського літака в 1944 році                | Лісова зона по дорозі на ВАТ «Полімір»                 |            |
| Курган трудової слави                                                                     | Промзона, напроти адміністративної будівлі ВАТ «АТП-6» |            |
| Пам'ятник воїнам-визволителям, загиблим при звільненні села Троїцьке                      | Територія ВАТ «Нафтан»                                 |            |
| Пам'ятник-горельєф першому директорові НПЗ О. А. Ктаторову                                | Перехрестя вул. Молодіжна і Ктаторова                  |            |
| Пам'ятник «Братська могила» воїнів-визволителів 219 гвардійського полку (перезахоронення) | Старе кладовище, вул. Паркова,32                       |            |
| Пам'ятник воїнам-інтернаціоналістам                                                       | Район перехрестя вул. Молодіжна і вул. Олімпійська     |            |

## Галерея

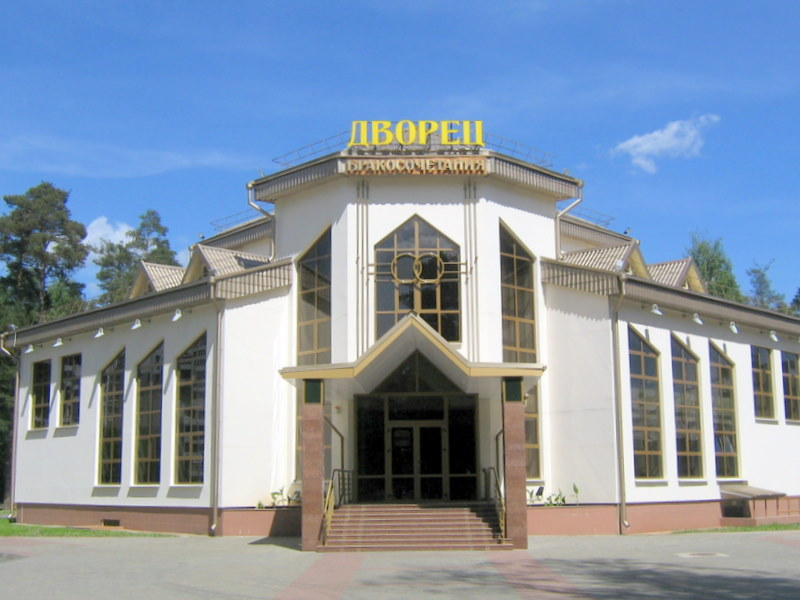
Палац одружень в Новополоцьку
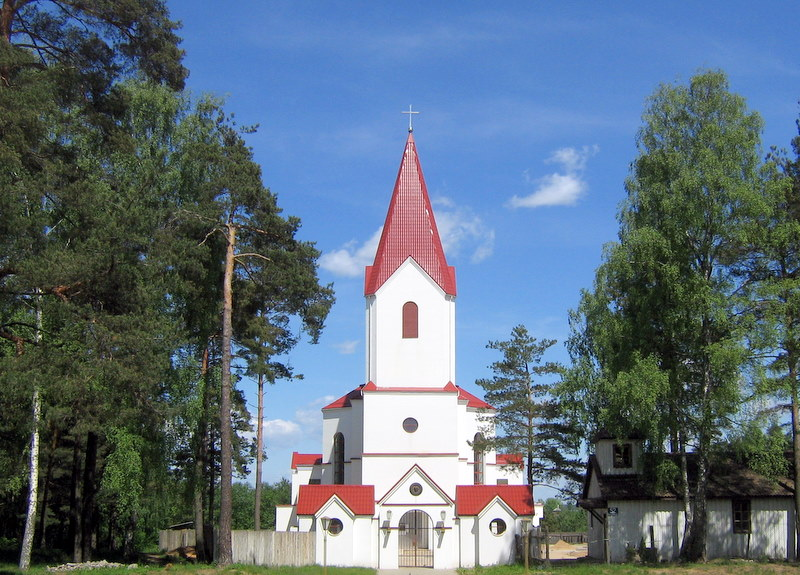
Місцевий костел
Православна церква
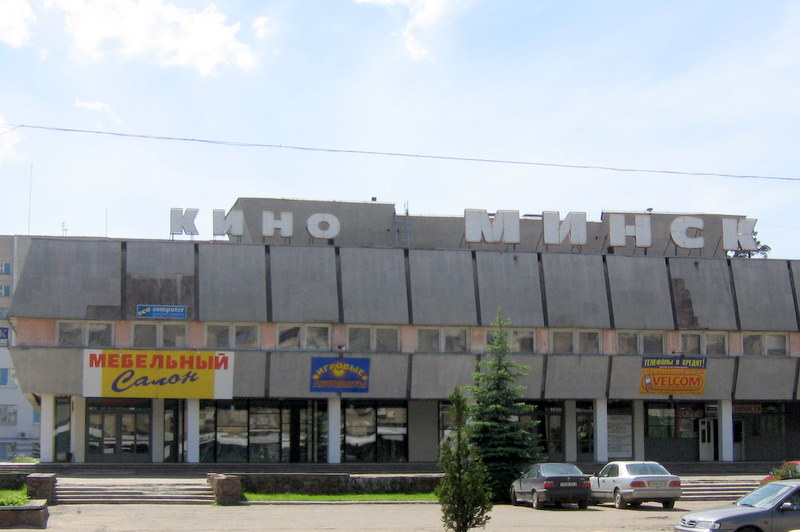
Кінотеатр «Мінськ»

## Люди
У місті народилися:
- Азімов Рустам Шухратович — білоруський хокеїст, нападник.
- Головань Дмитро Сергійович (1992—2023) — солдат Збройних сил України, учасник російсько-української війни.
- Свиридова Наталя Костянтинівна — український невролог.
- Турков Ігор Леонідович (1966—2015) — солдат 2-го батальйону спеціального призначення НГУ «Донбас», учасник російсько-української війни.

Див. також Категорія:Уродженці Новополоцька